# Colin Beesley
Colin Beesley (sinh ngày 6 tháng 10 năm 1951) là một cầu thủ bóng đá người Anh thi đấu ở vị trí tiền vệ chạy cánh cho Sunderland.